# 阿德里安·克里斯蒂亞
阿德里安·克里斯蒂亞（羅馬尼亞語：Adrian Cristea；1983年11月20日—）是一位羅馬尼亞足球運動員。在場上的位置是邊鋒。他現在效力於波蘭足球甲級聯賽球隊基亞日納足球俱樂部。他也代表羅馬尼亞國家足球隊參賽。